# Bruno Baptista
Bruno Baptista (São Paulo, Brasil; 24 de marzo de 1997) es un piloto de automovilismo brasileño. Actualmente corre en Stock Car Brasil para el equipo RCM Motorsport.

## Carrera

### Fórmula 4
Después de una carrera de dos años en el karting, Baptista hizo su debut en carreras de fórmula en el nuevo Campeonato Sudamericano de Fórmula 4. Con cuatro victorias y otros once podios en diecisiete carreras, se convirtió en el primer campeón de esta clase con 352 puntos.

### Eurocopa de Fórmula Renault
En 2015, Baptista se mudó a Europa para competir en la Fórmula Renault 2.0 Alpes para el equipo Koiranen GP. Con un sexto lugar en el Red Bull Ring como mejor resultado, se convirtió en decimotercer en la clasificación final con 31 puntos. También condujo para Koiranen e Inter Europol en cuatro de los siete fines de semana de carreras de Fórmula Renault 2.0 NEC, terminando en el puesto 24 en el campeonato, y para Koiranen y Manor MP Motorsport en cinco de los siete fines de semana de carreras de Eurocopa de Fórmula Renault como conductor invitado.
En 2016 Baptista comenzó su temporada en la Toyota Racing Series de Nueva Zelanda con el equipo Victory Motor Racing. Con un sexto lugar en Teretonga Park como mejor resultado, se convirtió en undécimo en la clasificación final con 443 puntos. Luego regresó a Europa para participar en una temporada completa de la Eurocup Formula Renault 2.0 para Fortec Motorsports. Dos sextos puestos en el MotorLand Aragón fueron sus mejores resultados, situándose decimocuarto del campeonato con 28 puntos. Además, también compitió para Fortec en una temporada completa de la Fórmula Renault 2.0 NEC, en la que terminó séptimo en la final de temporada en el Hockenheimring como mejor resultado en la decimoséptima posición de la clasificación con 97 puntos.

### GP3 Series
En 2017 Baptista hace el cambio a la GP3 Series, donde juega para el equipo DAMS.

## Resultados

### GP3 Series
(Clave) (negrita indica pole position) (cursiva indica vuelta rápida puntuable)

| Año  | Escudería | 1   | 1   | 2   | 2   | 3   | 3   | 4   | 4   | 5   | 5   | 6   | 6   | 7   | 7   | 8   | 8   | Pos. | Puntos | Ref.  |
| ---- | --------- | --- | --- | --- | --- | --- | --- | --- | --- | --- | --- | --- | --- | --- | --- | --- | --- | ---- | ------ | ----- |
| 2017 | DAMS      | BAR | BAR | SPI | SPI | SIL | SIL | BUD | BUD | SPA | SPA | MNZ | MNZ | JER | JER | YMC | YMC | 20.º | 3      | [ 1 ] |
| 2017 | DAMS      | 16  | 13  | 14  | Ret | 15  | 14  | 10  | Ret | Ret | 16  | 10  | C   | 16  | 13  | 10  | 9   | 20.º | 3      | [ 1 ] |

### TCR South America
| Año  | Equipo            | Auto                   | 1  | 2  | 3   | 4   | 5   | 6   | 7   | 8   | 9   | 10  | 11  | 12  | 13  | 14  | 15  | 16  | 17  | 18  | Pos. | Pts. |
| ---- | ----------------- | ---------------------- | -- | -- | --- | --- | --- | --- | --- | --- | --- | --- | --- | --- | --- | --- | --- | --- | --- | --- | ---- | ---- |
| 2023 |                   |                        | AG | AG | ROS | ROS | TRH | INT | RIV | RIV | EPI | EPI | LAP | LAP | VLP | VLP | VEL | VEL | CAS | CAS | 37°  | 18   |
| 2023 | Cobra Racing Team | Toyota Corolla GRS TCR |    |    |     |     |     | 7   |     |     |     |     |     |     |     |     |     |     |     |     | 37°  | 18   |

### TCR Brasil
| Año  | Equipo            | Auto                   | 1   | 2   | 3   | 4   | 5   | 6   | 7   | 8   | 9   | 10  | 11  | Pos. | Pts. |
| ---- | ----------------- | ---------------------- | --- | --- | --- | --- | --- | --- | --- | --- | --- | --- | --- | ---- | ---- |
| 2023 |                   |                        | INT | RIV | RIV | VLP | VLP | VEL | VEL | VEL | VEL | CAS | CAS | 24°  | 18   |
| 2023 | Cobra Racing Team | Toyota Corolla GRS TCR | 7   |     |     |     |     |     |     |     |     |     |     | 24°  | 18   |